# Elpis (mythologie)
Elpis is in de Griekse mythologie de personificatie van hoop. De Romeinse tegenhanger is de god Spes.

## Mythe van Pandora
In de mythe van de doos van Pandora opent Pandora uiteindelijk de doos, waardoor alle rampen vrijkomen die de mensheid plagen. Pandora sluit de kist en voorkomt dat één gave ontsnapt. Het laatste dat in de kist blijft is hoop, ook wel gekend als elpis. Onduidelijk is of dit positief of negatief geïnterpreteerd moet worden.

## Trivia
- De planetoïde Elpis is naar deze godin vernoemd.